# إيمانويل جوزيه سانشيز
إيمانويل جوزيه سانشيز (بالإنجليزية: Emanuel Jose Sanchez)‏ هو فارس أمريكي، ولد في 21 سبتمبر 1982 في كارولينا، بورتوريكو في الولايات المتحدة، وتوفي في 23 يوليو 2005.